# Шона Квебек
Шона Айлейн Квебек (англ. Shauna Ailein Kuebeck; нар. 16 січня 1997, Грінбенк, Дарем, Онтаріо) — канадська борчиня вільного стилю, бронзова призерка чемпіонату світу серед студентів, бронзова призерка Панамериканського чемпіонату.

## Життєпис
Боротьбою почала займатися з року. У 2001 році стала бронзовою призеркою чемпіонату світу серед кадетів. У 2002 році здобула срібну медаль чемпіонату Європи серед юніорів.
Виступає за борцівський клуб Університету Брока. Навчалася в Університеті Брока.

## Спортивні результати на міжнародних змаганнях

### Виступи на Чемпіонатах світу
| Змагання                        | Збірна | Вагова категорія          | Місце |
| ------------------------------- | ------ | ------------------------- | ----- |
| Чемпіонат світу з боротьби 2022 | Канада | жіноча боротьба, до 72 кг | 8     |
| Чемпіонат світу з боротьби 2023 | Канада | жіноча боротьба, до 72 кг | 14    |

### Виступи на Панамериканських чемпіонатах
| Змагання                                   | Збірна | Вагова категорія          | Місце  |
| ------------------------------------------ | ------ | ------------------------- | ------ |
| Панамериканський чемпіонат з боротьби 2020 | Канада | жіноча боротьба, до 72 кг | Бронза |
| Панамериканський чемпіонат з боротьби 2024 | Канада | жіноча боротьба, до 76 кг | 5      |

### Виступи на Панамериканських іграх
| Змагання                  | Збірна | Вагова категорія          | Місце |
| ------------------------- | ------ | ------------------------- | ----- |
| Панамериканські ігри 2023 | Канада | жіноча боротьба, до 76 кг | 5     |

### Виступи на Чемпіонатах світу серед студентів
| Змагання                                        | Збірна | Вагова категорія          | Місце  |
| ----------------------------------------------- | ------ | ------------------------- | ------ |
| Чемпіонат світу з боротьби серед студентів 2018 | Канада | жіноча боротьба, до 72 кг | Бронза |

### Виступи на інших змаганнях
| Змагання                                    | Збірна | Вагова категорія          | Місце  |
| ------------------------------------------- | ------ | ------------------------- | ------ |
| Гран-прі Іспанії з боротьби 2022            | Канада | жіноча боротьба, до 72 кг | 4      |
| Відкритий чемпіонат Загреба з боротьби 2023 | Канада | жіноча боротьба, до 76 кг | 15     |
| Гран-прі Іспанії з боротьби 2023            | Канада | жіноча боротьба, до 76 кг | 5      |
| Меморіал Імре Поляка та Яноша Варги 2023    | Канада | жіноча боротьба, до 72 кг | 5      |
| Кубок Валамара 2024                         | Канада | жіноча боротьба, до 76 кг | Золото |

### Виступи на змаганнях молодших вікових груп
| Змагання                                     | Збірна | Вагова категорія          | Місце |
| -------------------------------------------- | ------ | ------------------------- | ----- |
| Чемпіонат світу з боротьби серед молоді 2018 | Канада | жіноча боротьба, до 72 кг | 15    |